# Église Saint-Martin de Bladon
L'église Saint-Martin de Bladon est l'église anglicane de Bladon-with-Woodstock, dans l'Oxfordshire, en Angleterre. Elle est particulièrement connue pour abriter des tombes de la famille Spencer-Churchill, et notamment celle de Winston Churchill.

## Histoire

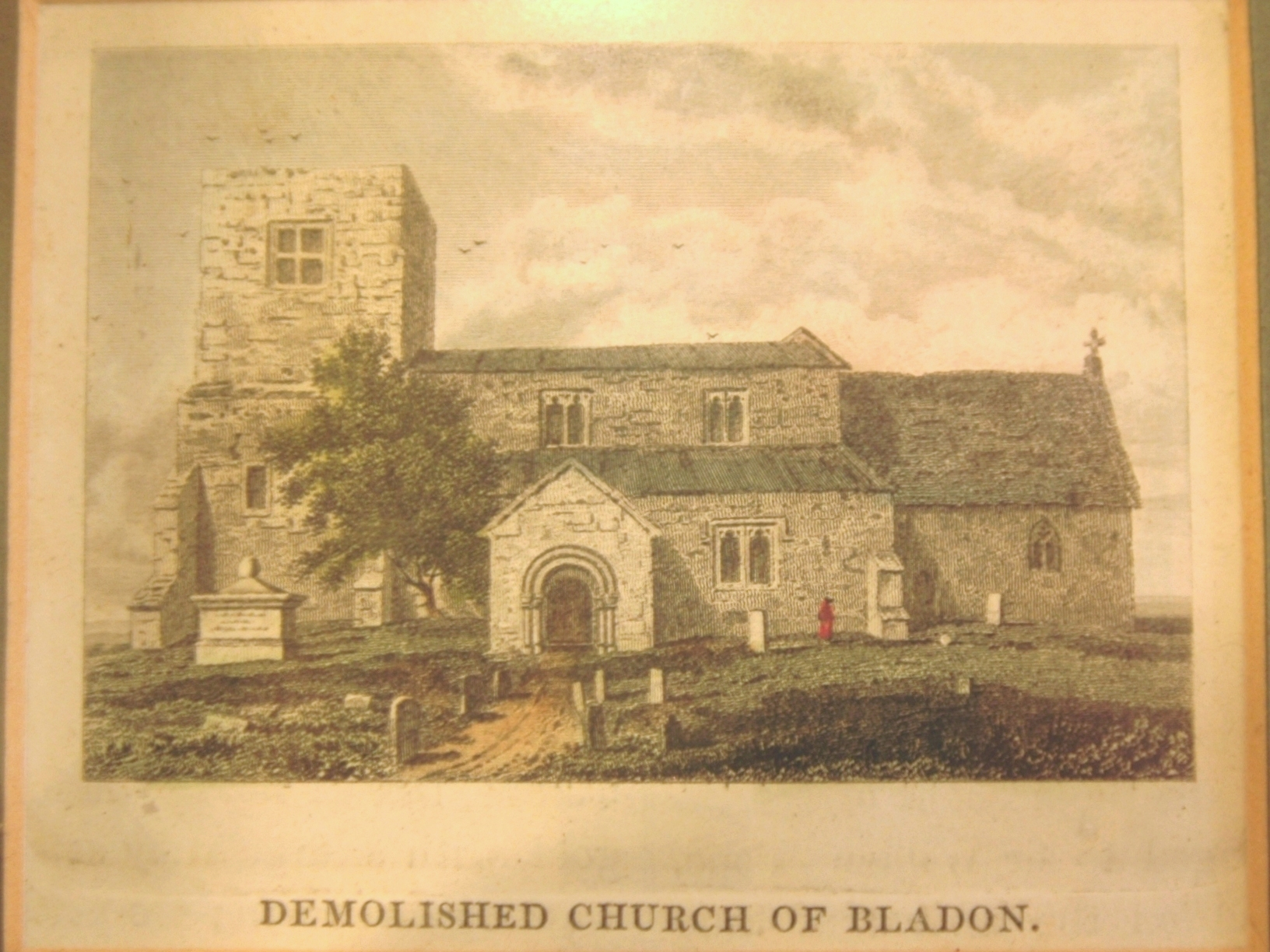
Ancienne église St Martin, démolie en 1802

La première église sur le site actuel a probablement été construite au XIe  ou XIIe siècle.
Une estampe représente l'ancienne église avant sa démolition en 1802. On y voit une porte de style normande sur le porche sud, ce qui suggère une construction du XIIe siècle ou de la fin du XIe siècle.
Les registres paroissiaux des baptêmes, mariages et enterrements commencent en 1545 et sont conservés à la bibliothèque Bodléienne d'Oxford.
En 1802, la paroisse demande à l' évêque d'Oxford de leur accorder un nouveau bâtiment car l'ancien devenait délabré et dangereux. L'autorisation est accordée, et l'église médiévale est démolie. George Spencer, 4e duc de Marlborough paye les matériaux de construction et la nouvelle église est consacrée en 1804.
En 1891, l'architecte Arthur Blomfield reconstruit le chancel, restaure la nef, ajoute de nouvelles fenêtres ainsi que des pinacles sur la tour.
Les travaux sont réalisés en grande partie aux frais du recteur, Arthur Majendie, dont le souvenir est rappelé par trois vitraux du chœur.

## Tombes de la famille Spencer-Churchill

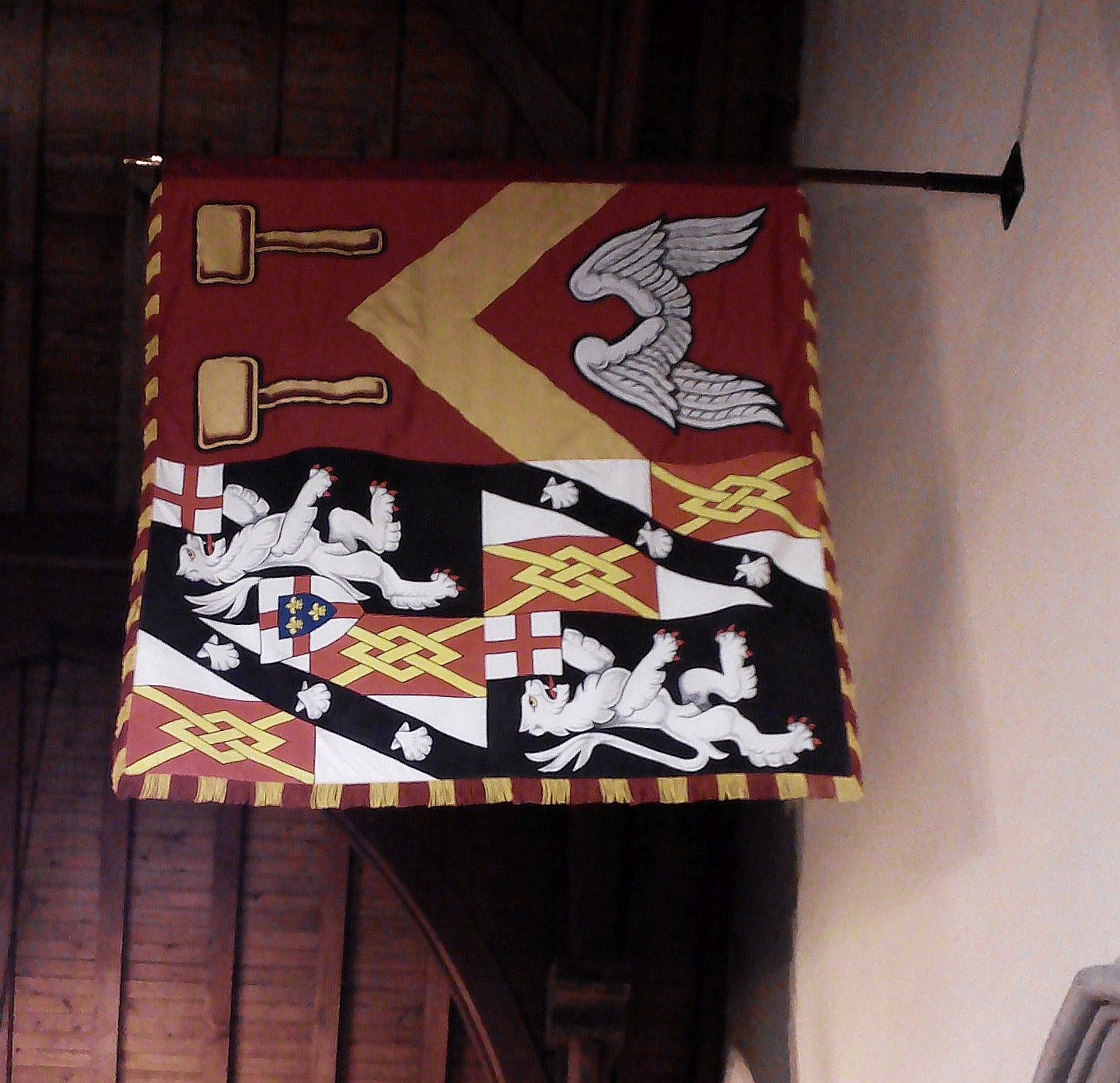
Bannière de Mary Churchill

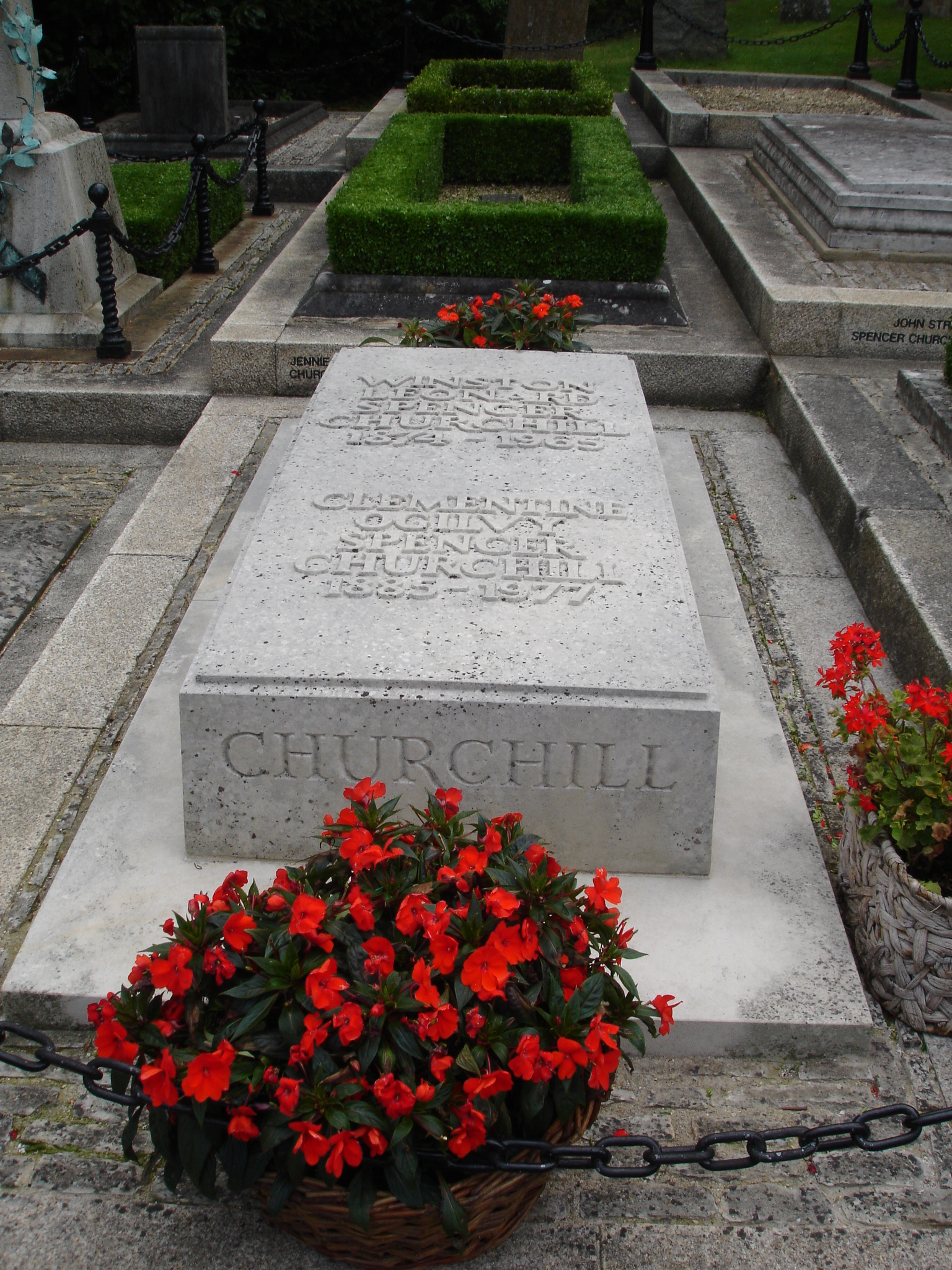
La tombe de Winston et Clementine Churchill après restauration en 2006

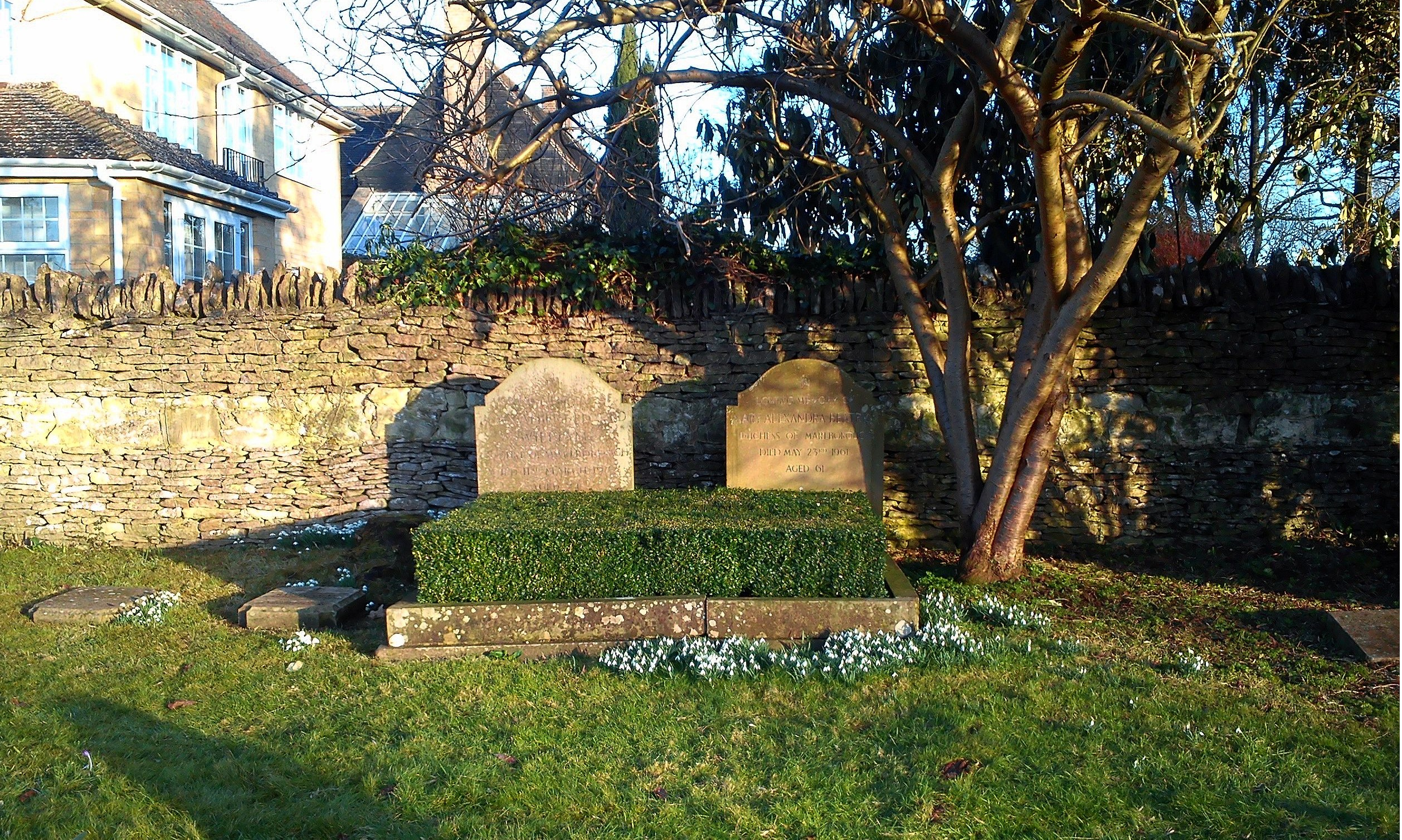
Tombe du 10e duc de Marlborough et de sa première épouse.

Saint-Martin est l'église paroissiale du palais de Blenheim, siège de la famille des ducs de Marlborough, aussi plusieurs membres de la famille Spencer-Churchill sont inhumés dans le cimetière de Bladon. Le 10e duc et de sa première épouse sont également enterrés dans le cimetière de l'église, tandis que les autres ducs et duchesses de Marlborough sont enterrés dans la chapelle du palais de Blenheim.
Winston Churchill est à son tour enterré à Bladon durant un service privé, après des obsèques nationales à la cathédrale Saint-Paul de Londres. Son épouse, Clementine Churchill, est enterrée dans la même tombe après sa mort en 1977.
La pierre tombale originelle est remplacée en 1998 durant une cérémonie familiale.
Le cimetière contient également les tombes des parents de Winston Churchill, Lord Randolph Churchill et Lady Randolph Churchill, de son frère John, ses enfants Diana, Randolph, Sarah et Mary, son gendre Christopher Soames et son petit-fils Winston Churchill. Les autres membres de la famille Churchill qui y sont enterrés comprennent le 10e duc de Marlborough avec sa première épouse Alexandra Mary Cadogan et sa mère, Consuelo Vanderbilt, une ancienne duchesse de Marlborough par son mariage avec le 9e duc de Marlborough, et leur plus jeune fils Lord Ivor Charles Spencer-Churchill.
Un poème intitulé « At Bladon » d'Avril Anderson est lu à l'antenne pendant la radiodiffusion des funérailles par la BBC,.

## Personnalités liées à l'église
- Clementine Churchill
- Mary Churchill
- Lady Randolph Churchill
- Randolph Churchill
- Winston Churchill
- Christopher Soames
- Diana Spencer-Churchill
- John Spencer-Churchill
- Consuelo Vanderbilt